# Windows Server 2022
Windows Server 2022 ist ein Serverbetriebssystem von Microsoft. Es basiert auf Windows Server 2019 und erschien am 18. August 2021. Seine neue Version von Hyper-V wurde in Windows 11 übernommen.
Die Produktunterstützung (Mainstream Support) von Windows Server 2022 endet voraussichtlich am 13. Oktober 2026, während das Betriebssystem noch bis 14. Oktober 2031 mit Sicherheitsupdates versorgt werden soll (Extended Support).

## Versionen
Windows Server 2022 wird in 3 Basisversionen unterteilt:
- Windows Server 2022 Standard
- Windows Server 2022 Datacenter
- Windows Server 2022 Datacenter: Azure Edition

## Rollen
Folgende Rollen werden unter Windows Server 2022 angeboten:
- Active Directory-Zertifikatdienste
- Active Directory-Domänendienste
- Active Directory-Verbundsdienste
- Active Directory-Lightweight Directory Services
- Active Directory-Rechteverwaltungsdienste
- Integritätsnachweis für Geräte
- Datei- und Speicherdienste
- DHCP-Server
- DNS-Server
- Druck- und Dokumentdienste
- Host-Überwachungsdienste
- Hyper-V
- Remotezugriff
- Remotedesktopdienste
- Volumenaktivierungsdienste
- Webserver (IIS)
- Windows Server Essentials Experience
- Windows Server Update Services

## Neuerungen
Der Internet Storage Name Service (iSNS) wurde entfernt.
Folgende neue Features wurden mit Windows Server 2022 angekündigt:
- Secured-core server: Erweiterte Sicherheitsfeatures von zertifizierter Hardware
- Hardware root-of-trust: [TPM] 2.0 Kryptographische Funktionen für BitLocker
- Firmware protection: Sicherungen gegen Firmware-Attacken
- Virtualization-based security (VBS): Lagerung kritischer Daten in virtualisierten Umgebungen
- HTTPS mit TLS 1.3 als Standard
- Verschlüsseltes DNS über HTTPS
- SMB AES-256 Verschlüsselung
- East-West SMB encryption: Verfeinerung der Verschlüsselung bei Failover Cluster Techniken
- SMB Direct Verschlüsselungserweiterungen
- SMB über QUIC Protokoll
- SMB Kompression
- Azure Arc: Verwaltung von Cloud Diensten
- Erweitertes Windows Admin Center
- Windows Container und Docker Image Verkleinerung
- Neuerungen bei der AMD Prozessor Virtualisierung
- Microsoft Edge als Standardbrowser vorinstalliert
- Erhöhte UDP- und TCP-Performance

## Hardware-Anforderungen
| Architektur             | 64-Bit |
| ----------------------- | --- |
| Prozessor               | 1,4-GHz-64-Bit-Prozessor mit NX/DEP, CMPXCHG16b,LAHF/SAHF,PrefetchW,Second Level Address Translation (EPT/NPT)                                            |
| Arbeitsspeicher         | 512 MB (2 GB für Server mit der Installationsoption Desktopdarstellung)                                                                                   |
| Grafikkarte und Monitor | 1024 × 768 Pixel |
| HDD freier Platz        | 32 GB freier Festplattenspeicher, ab 16 GB Arbeitsspeicher entsprechend mehr für die dann größeren Auslagerungs-, Ruhezustands- und Absturzabbild-Dateien |
| Optisches Laufwerk      | DVD-Laufwerk (nur zur Installation von DVD/CD-Medien) |
| BIOS                    | UEFI System mit Secure-Boot (UEFI 2.3.1c) (für bestimmte Features)                                                                                        |